# Rexhep Lekaj
Rexhep „Rocky“ Lekaj (* 12. Oktober 1989 in Peć, SFR Jugoslawien) ist ein norwegischer Fußballspieler kosovarischer Herkunft. Zurzeit steht er bei Sheffield Wednesday unter Vertrag, von wo er aber an Sandefjord Fotball verliehen wurde.
Des Weiteren bestritt er einige Spiele für norwegische Juniorennationalmannschaften.